# Уитби (Англия)
Уи́тби (англ. Whitby) — город в английском графстве Норт-Йоркшир, Великобритания. Расположен на восточном побережье Британии у дельты реки Эск (англ.). Основан нортумбрийским королём Освиу в 656 году, в IX веке разорён викингами, построившими на его месте деревню. Окончательно возродился лишь после нормандского завоевания. В XVIII столетии город стал центром рыболовного промысла, судостроения и добычи минералов (квасцов и гагата), вследствие чего начал быстро развиваться. На сегодняшний день основной статьёй доходов Уитби является туризм. По данным переписи 2001 года, в городе проживало чуть более 13,5 тысяч человек.

## История

### Средневековье: аббатство Уитби

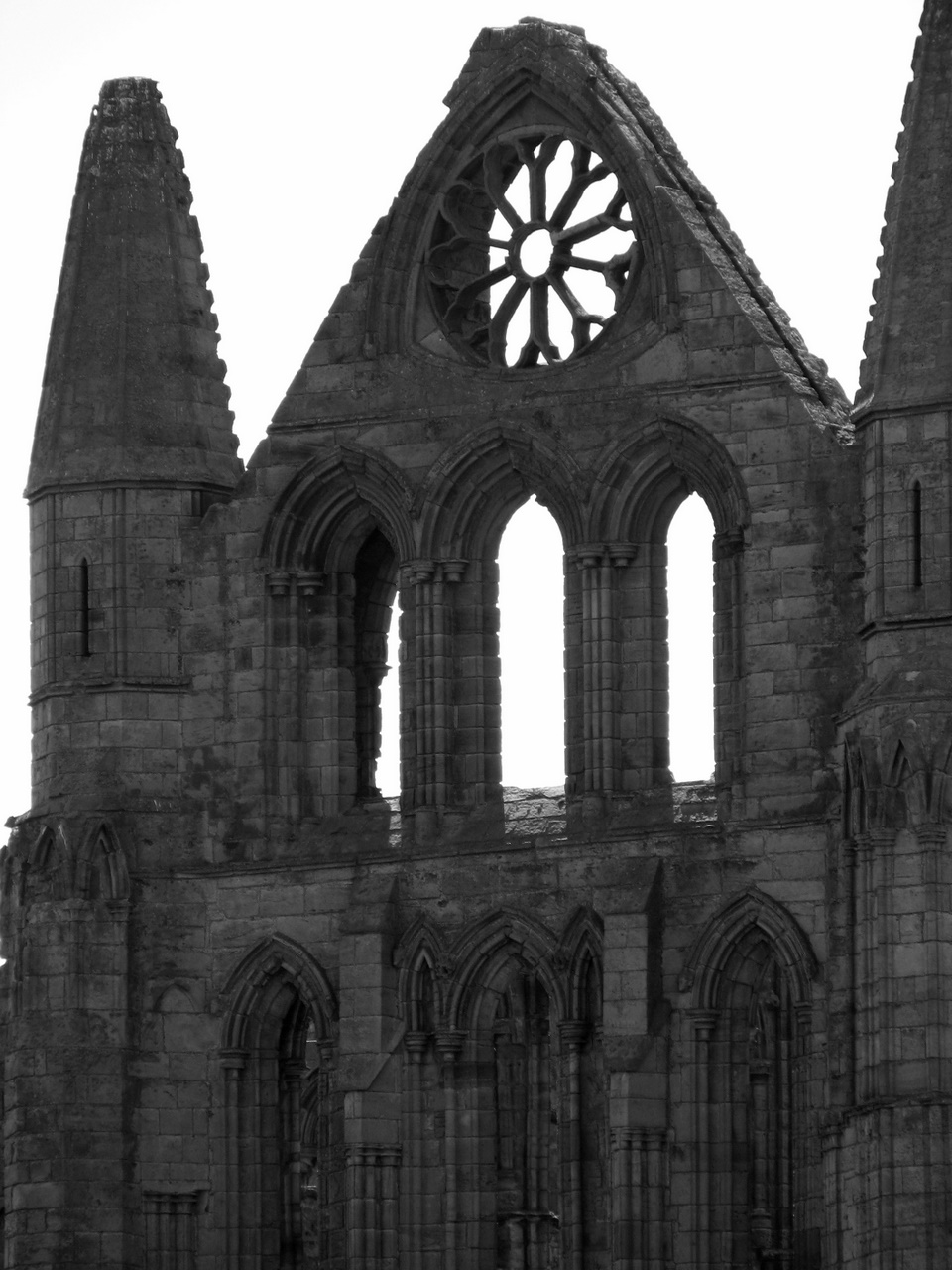
Руины аббатства Уитби

Первое упоминание о поселении на территории современного Уитби относится к 656 году. В то время это место было известно как Стрёншел. Король Нортумбрии Освиу, разгромив в битве при Винведе Пенду, правителя Мерсии, решил исполнить данные христианской церкви обеты и построить монастыри в подвластных ему землях; одним из них и стало аббатство Уитби, основанное в 657 году. Первоначально оно было совместным, мужским и женским одновременно; его первая настоятельница Хильда впоследствии была канонизирована. Аббатство быстро сделалось центром обучения. В частности, здесь воспитывался один из известнейших ранних британских поэтов Кэдмон. В нём хоронили представителей королевской семьи Дейры, здесь же прошёл церковный собор 664 года, на котором представители Рима окончательно возобладали над сторонниками Кельтской церкви.
Между 867 и 870 годами монастырь и поселение вокруг него были полностью разграблены и сожжены викингами. Стрёншел оставался необитаемым в течение следующих двух столетий. Однако есть свидетельства о том, что датчане построили деревню в окрестностях современного Уитби, которая, судя по всему, была достаточно крупной, поскольку облагалась значительной данью. Само название «Уитби» имеет скандинавское происхождение и означает «деревню Белого» — то есть поселение, изначально принадлежавшее светловолосому или очень бледному человеку.
После завоевания Англии нормандским герцогом Вильгельмом (1066 г.) территория, на которой расположен современный Уитби, отошла Гуго д’Авраншу, графу Честера; тот, в свою очередь, пожаловал её барону де Перси около 1074 года. Перси отстроил разрушенное аббатство, посвятил его памяти святых Петра и Хильды и передал ордену бенедиктинцев в 1078 году вместе с окрестными землями, включая Уитби (впервые упомянутый как город). Около 1128 года король Генрих I своим указом разрешил дважды в год проводить в городе ярмарки, приуроченные к дням памяти святой Хильды. Доходы от них отходили монахам аббатства.
Во дни правления Стефана Английского город был атакован и сожжён норвежцами во главе с конунгом Эйстейном II. После этого в течение длительного времени Уитби упоминался средневековыми хронистами лишь несколько раз (в том числе под названиями Хвитби и Квитби) — в основном в связи с кораблекрушениями в его окрестностях.

### XVI—XVIII века: развитие города

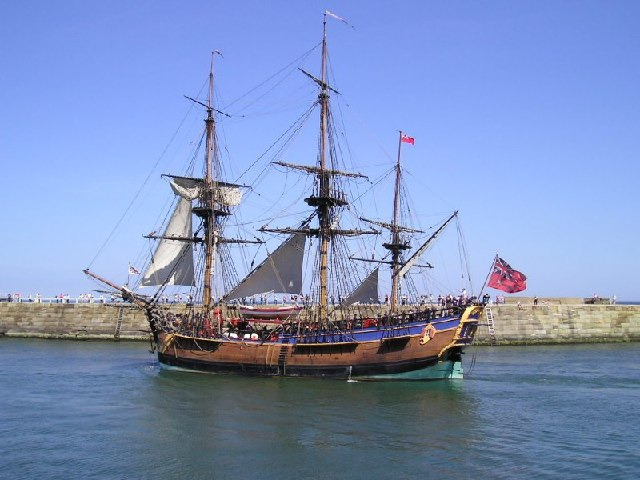
Корабль Джеймса Кука «Endeavour»
также был построен на верфях Уитби.
На фото — его реконструкция
в городской гавани

В декабре 1539 года, после того, как Генрих VIII Английский конфисковал монастырские владения, Уитби вернулся под контроль светской власти. Тогда в городке было всего лишь около тридцати домов, а его население составляло не более двухсот человек. С 1550 года Уитби побывал под властью графа Уорвика, сэра Джона Йорка и Ричарда Чолмли; потомкам последнего и принадлежал город на протяжении XVII столетия. В то время это был всего лишь небольшой рыболовный порт.
Конец XVI века стал поворотным моментом в развитии Уитби — в его окрестностях обнаружили месторождения ценных квасцов, которые в то время использовались для окраски тканей и лечения некоторых кожных заболеваний. Значение города — прежде всего как торгового порта — сразу же возросло. Была открыта верфь, и к концу XVIII века Уитби был третьим по объёму кораблестроения центром в стране, уступавшим лишь Лондону и Ньюкаслу. В этот же период в городе стал развиваться китобойный промысел, началось производство масла из ворвани. Добыча китов продолжалась в Уитби примерно до 1830-х годов, когда спрос на ворвань упал.

### XIX—XX века
Примерно в начале XIX века в окрестностях Уитби были открыты источники минеральных вод; это привело к тому, что город превратился в курортный центр, и в нём начал развиваться гостиничный бизнес. В 1839 году была построена железнодорожная линия, соединившая Уитби с Йорком. С 1854 года в городе начала выходить своя газета.
Вторая половина XIX века была отмечена развитием ювелирного дела в Уитби — в этот период вошли в моду украшения из гагата, добывавшегося в окрестностях города со времён римского владычества. В то же время снизилась значимость Уитби как порта, поскольку пароходы постепенно вытеснили парусные суда; в 1872 году городская верфь закрылась.
Город подвергся обстрелу германского флота во время Первой мировой войны. На протяжении XX века Уитби развивался в основном как рыболовный порт, с 1979 года в нём появилась стоянка яхт. В настоящее время здесь также развивается лёгкая промышленность. С 1974 года Уитби находится под управлением окружного совета Скарборо.

## География и геология
Уитби расположен на восточном побережье Великобритании, у Северного моря, в устье реки Эск. Через реку перекинут разводной мост, построенный в 1908 году. Городские кварталы, состоящие из кирпичных и каменных домов, находятся по обоим берегам Эска. С другой стороны к Уитби прилегают болота национального парка North York Moors. В восточной части города расположено т. н. «побережье динозавров», на котором сохранились отпечатки следов доисторических пресмыкающихся. В окрестностях Уитби были обнаружены скелеты плезиозавров и вымерших гигантских крокодилов, а также многочисленные раковины аммонитов. Близ города до сих пор добывается гагат.

## Климат
Для Уитби характерны сравнительно мягкие зимы и тёплые, изредка засушливые летние месяцы. Близость Северного моря оказывает на климат регулирующее воздействие, в частности, обеспечивает не слишком жаркое лето. С Пеннинских гор к западу от города, в окрестностях которых чаще всего стоит прохладная, влажная и безветренная погода, иногда приходят дожди. Температура морских вод заметно ниже, чем на юго-востоке Англии, и может опускаться до 5 °C зимой и 13 °C летом. Январь — наиболее холодный месяц, июль и август — самые тёплые.
| Показатель                    | Янв. | Фев. | Март | Апр. | Май  | Июнь | Июль | Авг. | Сен. | Окт. | Нояб. | Дек. | Год   |
| ----------------------------- | ---- | ---- | ---- | ---- | ---- | ---- | ---- | ---- | ---- | ---- | ----- | ---- | ----- |
| Средний суточный максимум, °C | 6,7  | 6,9  | 8,6  | 9,9  | 12,8 | 16,0 | 18,3 | 18,4 | 16,3 | 13,0 | 9,5   | 7,7  | 12,01 |
| Средний суточный минимум, °C  | 1,4  | 1,6  | 2,7  | 4,0  | 6,5  | 9,3  | 11,6 | 11,6 | 9,6  | 6,8  | 4,2   | 2,5  | 5,98  |
| Источник: MetOffice           |      |      |      |      |      |      |      |      |      |      |       |      |       |

## Население

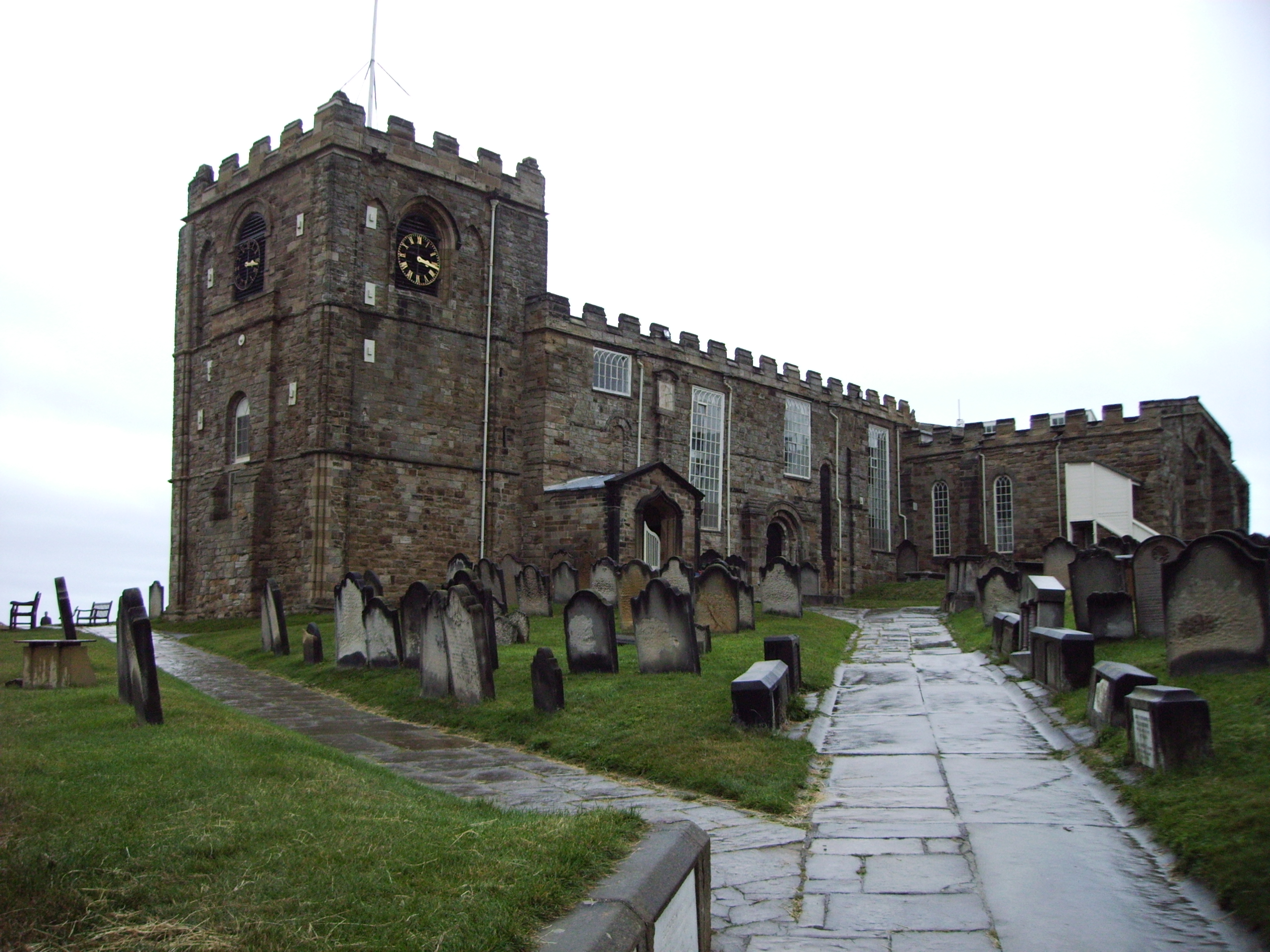
Церковь святой Марии в Уитби

Население города стабильно увеличивалось примерно до середины XIX века, около 1870 года начался демографический спад, продолжавшийся длительное время. Численность жителей вновь стала расти приблизительно с 1930-х годов.
Согласно данным за 2001 год, в Уитби проживали 13 594 человека (7 116 женщин и 6 478 мужчин), а общее количество домовладений составляло 5 973. Безработица среди экономически активного населения в возрасте с 16 до 74 лет находилась примерно на уровне 7 %. В сфере услуг были заняты около 30 % всех жителей города, средний возраст населения составлял 41,78 года.

### Религия
В 2001 году большинство населения Уитби (10 286 человек) являлись христианами, преимущественно англиканского толка. Несмотря на то, что католичество никогда не имело в городе большого распространения, в нём действует католическая церковь святой Хильды, построенная в 1867 году; кроме того, есть церковь евангелистов и две часовни методистов. Атеистами себя считают примерно 3,6 % жителей Уитби, присутствуют также небольшие общины мусульман, буддистов, иудеев и сикхов.

### Образование
В Уитби действуют четыре светских начальных школы (Стэйксби, Вест-Клифф, Эйри-Хилл и школа Восточного Уитби) и одна приходская, при католической церкви святой Хильды. Наиболее крупными средними учебными заведениями являются школы Кэдмон и Эксдейл; с 2004 года они объединены в образовательную конфедерацию с Общественным колледжем Уитби — единственным вузом города, который с сентября 2002 имеет техническую специализацию. Существуют также специальная школа Спрингхэд и служба обучения взрослых граждан. Специальные образовательные программы предлагает Школа рыболовной промышленности.

## Экономика

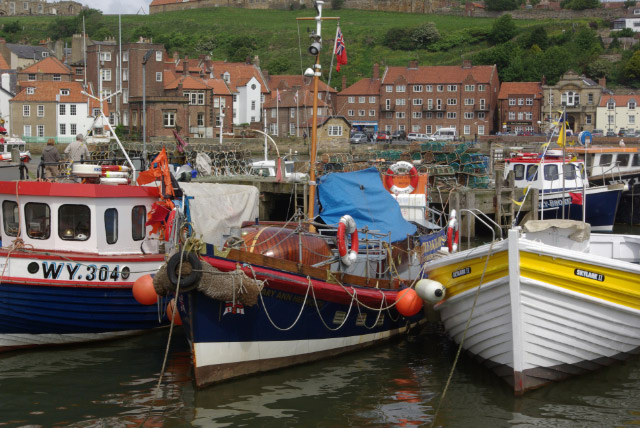
Экономика Уитби сильно зависит
от рыболовного промысла

Экономическое развитие Уитби затруднено его удалённостью от основных транспортных путей и наложенными на город ограничениями (из-за того, что к нему прилегает национальный парк North York Moors, он не может расширяться), в результате чего пополнение бюджета производится в основном за счёт доходов от туризма и рыбной ловли. Такое неустойчивое положение закономерно привело к росту безработицы, и часть населения Уитби живёт на социальные пособия. Из-за низкой заработной платы молодёжь покидает город, тогда как пожилые люди, напротив, зачастую обосновываются здесь после выхода на пенсию. Количество промышленных предприятий невелико, в основном они небольшие. Действуют два бизнес-центра.
В Уитби хорошо развит гостиничный и ресторанный бизнес. Производство украшений из гагата прекратилось в XIX веке, однако их по-прежнему продают восемь ювелирных магазинов (преимущественно ориентированных на туристов). По-прежнему процветает морской промысел — помимо рыбы, у побережья добываются крабы и лобстеры. Хороший потенциал развития имеется у городского порта, который подходит для приёма грузов зерна, изделий металлургии, леса и калийных солей; Уитби — удобный пункт морского сообщения с Европой, особенно со Скандинавией.

## Культура и достопримечательности

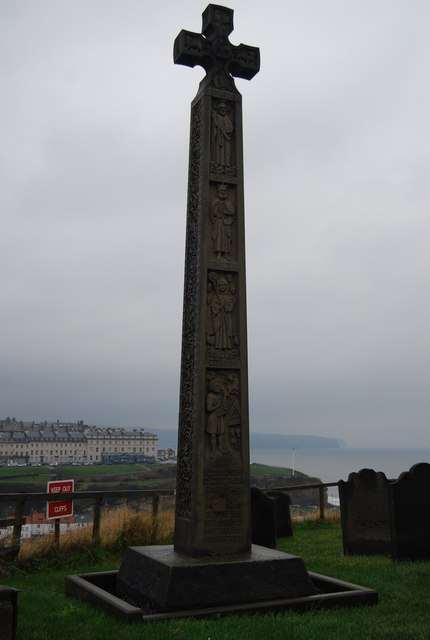
Кельтский крест, воздвигнутый
в память о поэте Кэдмоне

Уитби — заметный туристический центр. В городе действуют несколько музеев, в том числе открытый в начале XIX века музей Пэннетт-Парк, экспозиция которого включает как древности (в том числе приходскую книгу аббатства Уитби), так и предметы искусства, и мемориальная квартира Джеймса Кука. Среди достопримечательностей города — развалины аббатства, современные церкви святой Хильды и святой Марии, два маяка. В Уитби воздвигнуты памятники средневековому поэту Кэдмону, капитану Джеймсу Куку и учёному Уильяму Скорсби. Построенный в XIX веке замок Снитон на окраине города ныне используется как гостиница и конференц-центр. Одной из знаменитых местных достопримечательностей является арка из китовых рёбер, напоминающая о временах расцвета китобойного промысла в Уитби.

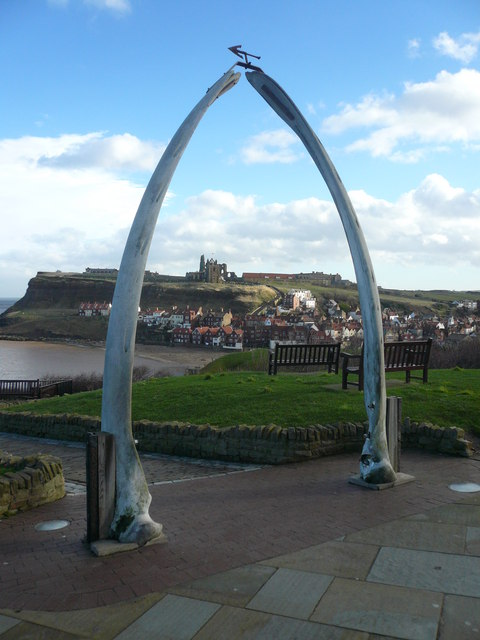
Арка из китовой кости

В Павильоне Уитби периодически проводятся театральные представления, здесь же с 1991 года постоянно выступают местные музыкальные коллективы. Городская газета существует с 1854 года. В городе находится Галерея Сатклиффа, в которой собрано самое большое в мире число фоторабот (1 500) одного из самых крупных фотографов-пикториалистов Великобритании II половины XIX века Фрэнка Мидоу Сатклиффа. В Уитби организуются состязания по парусному спорту, гольфу, футболу, сёрфингу.
Город приобрёл широкую известность за счёт связи с Дракулой — в одноимённом романе он описывается как место встречи знаменитого вампира с Люси Вестенра. Популярность Уитби возросла после выхода французского фильма «Уитби, город Дракулы», и с 1980 года в городе постоянно проводятся туристические экскурсии, посвящённые роману Стокера. Работает даже небольшой музей Дракулы.
С 1994 года в Уитби проходит Whitby Gothic Weekend — организующийся дважды в год фестиваль готической музыки, каждый раз привлекающий около двух тысяч посетителей.